# 취리히 제바흐역
취리히 제바흐역(독일어: Bahnhof Zürich Seebach)는 스위스 취리히시의 제바흐에 있는 기차역이다. 그것은 푸르탈 철도 라인에 위치하고 있으며, 취리히 S-반의 S6 라인에 의해 제공된다.
역은 서쪽에서 동쪽 축으로 정렬되어 있으며 단일 섬 플랫폼을 제공하는 두 개의 플랫폼 통과 트랙과 여러 개의 비플랫폼 통과 트랙 및 사이딩이 있다. 플랫폼은 동쪽 끝에서 지하철로 접근할 수 있고 서쪽 끝에서 인접한 수평 교차로의 중심으로 접근할 수 있다. 서쪽으로 푸르탈선은 취리히 아폴테른역을 향하는 복선 철도로 계속된다. 동쪽으로 노선은 두 개의 단일 선로로 나뉘는데, 하나는 남쪽으로 휘어 취리히-빈터투어선과 취리히 욀리콘역 방향으로 연결되고, 다른 하나는 북쪽으로 향하는 동일한 선로와 합류한다.
S6 열차는 취리히 중앙역까지 30분 간격으로 운행되며, 남쪽 연결선과 취리히 욀리콘역을 거쳐 12분이 소요된다. 반대 방향에서 S6 열차는 계속해서 바덴역까지 28분이 소요된다. 역은 또한 화물 교통을 통해 상당한 것을 볼 수 있으며, 대부분은 취리히-빈터투어선을 오가는 북부 연결선을 사용하여 취리히 중심부를 통과하는 것을 피하기 위해 푸르탈선을 이용한다.

## 갤러리

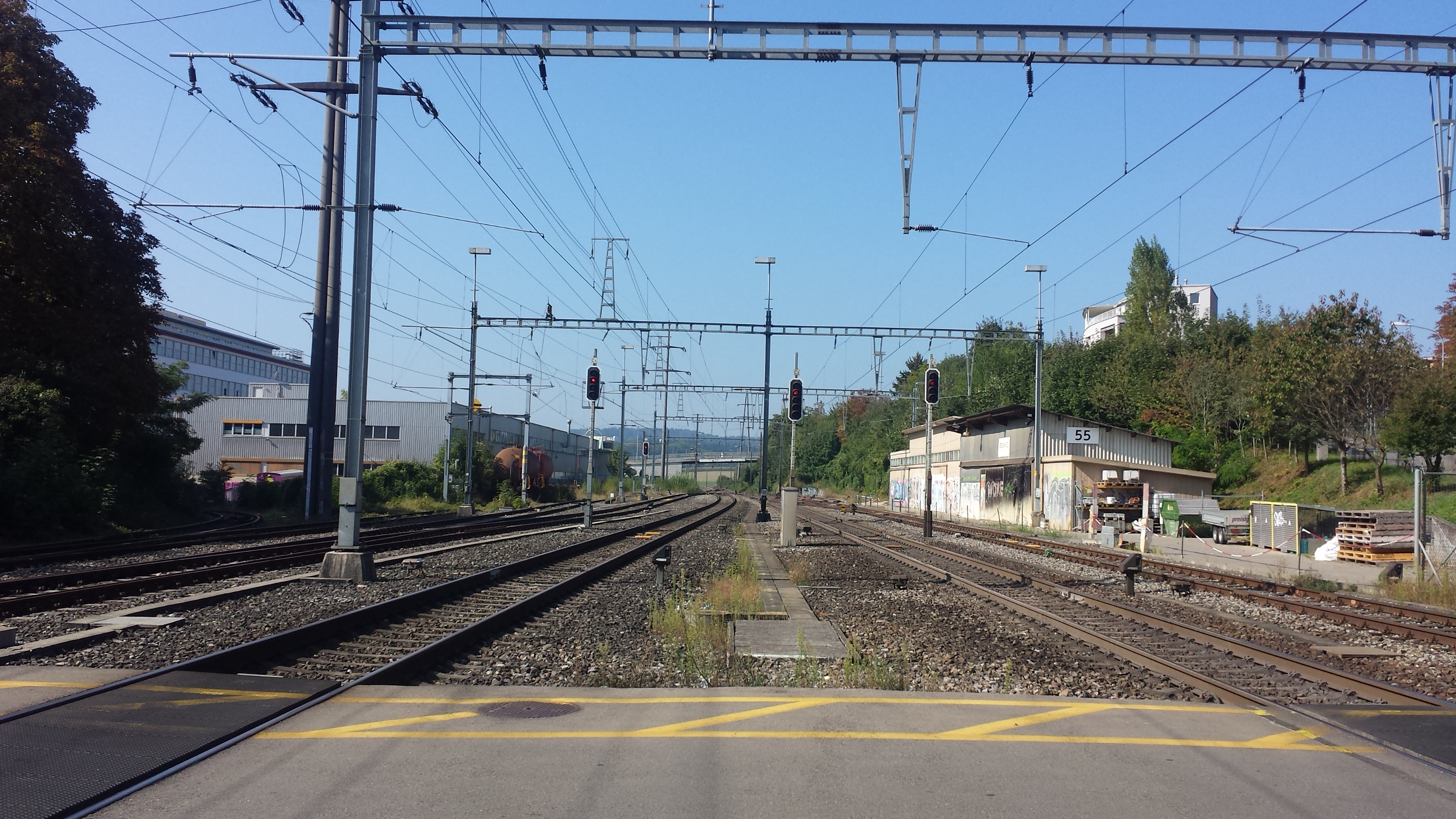
역 승강장에서 바라본 서쪽 풍경
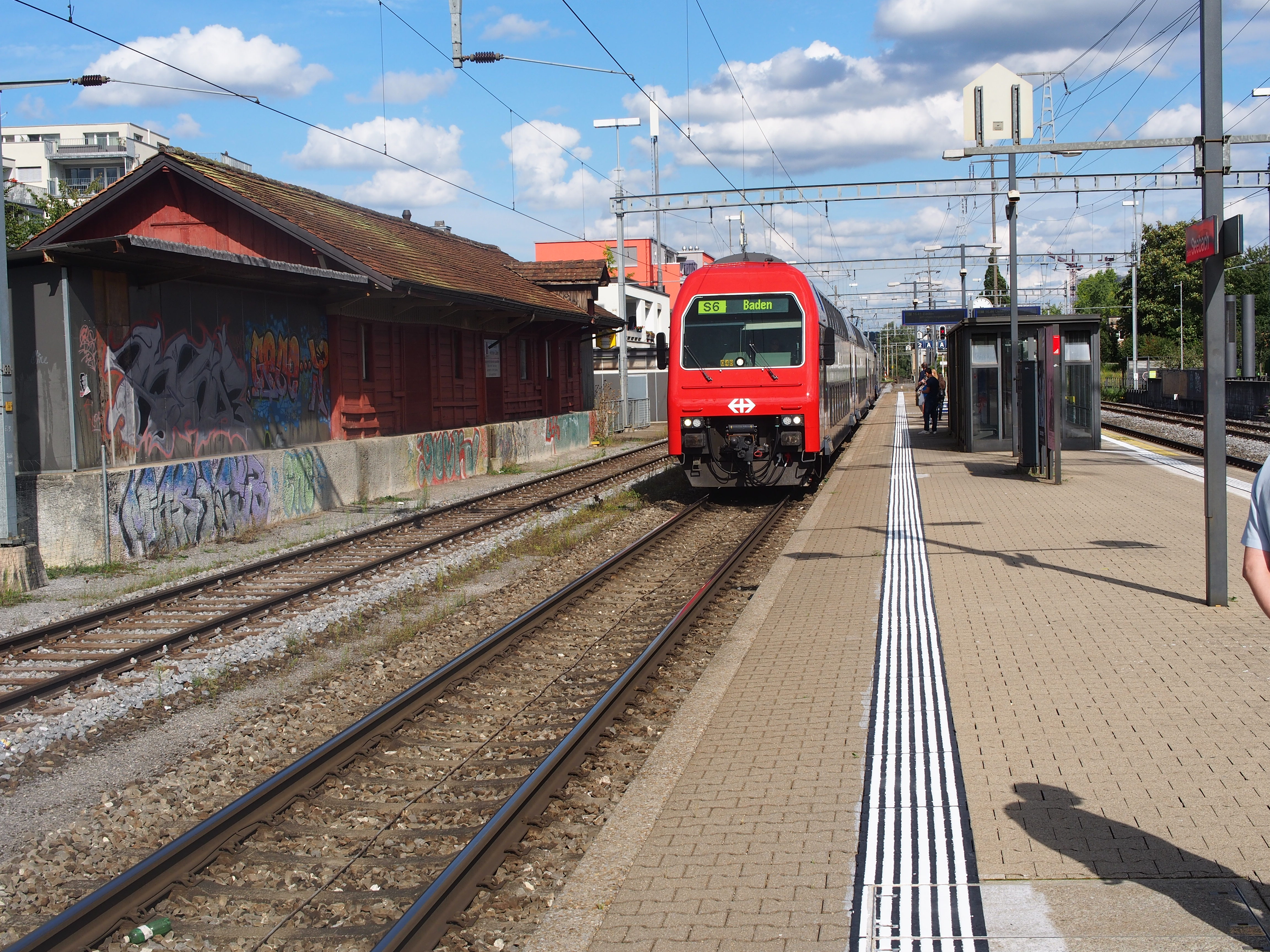
S6형 전동차는 승강장에 정차한다.